# 山とケ
山とケ（やまとけ）は、日本の音楽ユニット。2010年12月に結成。

## メンバー

### 山口ひろとし
（やまぐち ひろとし、1981年11月28日 - ）ボーカル、ギター。本名、山口裕稔（読み同じ）。栃木県足利市出身。
- 高校在学中、無趣味であった山口を心配した実母が、ギターを買い与えたという。そこから軽音楽の魅力にハマったとライブ中に何度も述懐している[1]。地元での路上ライブの経験を経て、21歳の夏に上京。上京後も、路上ライブや、ライブハウスで活動を行った。
- 22歳の時、３ピースバンド『BIG BANG HAMBURG』のギターボーカルとして、代々木野外音楽堂のライブイベント等に参加するも、活動１年で解散。
- 2008年、当時の路上仲間である、バルボーニ谷口に誘われ、ケーナの主催する「ソングオブヘヴン Vol.2」に参加。
- 2019年、1月1日よりソロ名義を「山口話題性」に改名。

### ケーナ
（1988年4月20日 - ）　ボーカル。本名、非公開／ソロ活動時の名義はKEYNA（読み同じ）。東京都福生市出身。
- 7歳の時、神戸で出会ったストリートミュージシャンに影響を受け、「将来はストリートミュージシャンになる」と言って、担任教師を困惑させたという逸話が残っているという[2]。
- 中学生の時、THE BLUE HEARTSの影響で、ギターやピアノの弾き語りでライブ活動を開始。15歳の時、インディーズレーベルよりCD「カケラ」で全国デビュー。
- レーベル脱退後、岩手県田野畑村に住む知人を訪ねた際、同村の自然に感動し、音楽祭の開催を決意したと後日語っている[3]。
- 2007年、「ソングオブヘヴン Vol.1」を開催。
- イラスト制作なども行っており、LINEスタンプも販売している。

## 来歴
- ケーナのライブで山口ひろとしがサポートとして加わる形での活動がきっかけとなり「山とケ」が生まれる。[4]
- ユニット名の由来は、今村竜也とウエタケユキオの二人が「今とウ」と名乗っていたことに因み、それぞれの名前から１文字を取って「山とケ」と命名。[5]
- 結成初期の楽曲「お祭り騒ぎ」や「タイヤキヤイタ」の一部においては、ケーナも作詞を手掛けた。
- 2015年11月　結成5周年を迎え、初のワンマンライブを「幡ヶ谷36°5」にて開催。
- 2016年5月　初のフルアルバム「バッケ」の発売記念ライブを栃木県足利市にあるプラザハマダ内の「ハマダホール」にて、ハマノヒロチカをゲストに迎え、開催。[6]
- 2016年8月　10年に渡り開催してきた主催イベント「ソングオブヘヴン」終了。

## ディスコグラフィ
| 発売年 | 種別         | レーベル         | 規格品番          | タイトル           | 収録曲 |
| ------ | ------------ | ---------------- | ----------------- | ------------------ | --- |
| 2011年 | ミニアルバム | I-SCREAM records | JAN-4571384592574 | やさしい声と笑う影 | 1. お祭り騒ぎ 2. ひとりごちて 3. ふわり春より 4. 早い季節の風に 5. タイヤキヤイタ                                                            |
| 2014年 | シングル     | 自主制作         | --                | やるしかない！     | 1. やるしかない 2. 山とケのテーマ 3. ソングオブヘヴン                                                                                        |
| 2016年 | フルアルバム | 自主制作         | --                | バッケ             | 1. 何でみつめた 2. 黒目 3. ゆれる背中で 4. 青い月 5. まわり道 6. シンプル 7. NEWS 8. やるしかない 9. マーチ 10. 小さな惑星 11. [Bonus Track] |

## 出演中の番組

### 山とケのSlow Stage
FMサルース／FM Salus
放送日時／毎週日曜日　18：00～18：30
・2019年6月より、エフエムしながわでも同番組の同時放送が始まる。

## メディア履歴

### ＴＶ
2014年3月11日　NHK「首都圏ネットワーク」

### ラジオ
2012年5月　FM Salus　『muse A muse』　ゲスト出演
2012年9月　FM Salus　『山とケのミュージックデニッシュ』　月間パーソナリティ
2012年10月～11月　いちはらFM　『山とケのふわりラジオ』　レギュラーパーソナリティ
2012年12月～現在　FM Salus　『山とケのSlow Stage』レギュラーパーソナリティ
2014年2月　CRT栃木放送　『ラジっちゃう？』　ゲスト出演
2014年8月　みやこハーバーラジオ　ゲスト出演
2016年5月　むさしのFM　『Talk Loud』　ゲスト出演

### 雑誌
2013年5月　フリーマガジン『COMPANY?』　インタビュー掲載

## ソングオブヘブン
「ソングオブヘブン（SONG OF HEAVEN）」とは、岩手県下閉伊郡田野畑村で毎年開催される「岩手県田野畑村野外音楽祭　ソングオブヘブン」の呼称。
「個人ボランティア活動家集団 ブルー・シート」が、ボランティア活動の一環として、同所にて2007年より「岩手県田野畑村野外音楽祭　ソングオブヘブン」を開催している。
開催初期は「個人ボランティア活動家集団 ブルー・シート」の主催であったが、近年は「山とケ」「福原正登」など、これまでの参加メンバーが主体となり、同イベントを主催するようになった。
2016年　「SONG OF HEAVEN 10」を最後とし、10ねんに渡る開催に幕を閉じた